# はっぴーまる得マーケット
はっぴーまる得マーケット（はっぴーまるとくマーケット）は、月曜～木曜の11:02頃～11:07頃(JST)に毎日放送テレビ（MBSテレビ）で「きょう発プラス!」のローカル版として放送されていたテレビショッピングコーナーである。
当初は、「ちちんぷいぷい」の「ぷいぷいまる得ショッピング」というコーナーで放送されていたが、2002年5月の連休明け頃、ぷいぷいが、14:55からのフライングスタートを取り止めて、再度15:00からのスタート（現在は14:00スタート）に戻すため、単独番組となる。
2002年の5月～2005年3月までは、月曜～金曜の14:55～15:00までの放送で、2005年4月～9月29日までは「っちゅ〜ねん!」スタートに伴い、現在の放送日時に近い、月曜～木曜の11:25～11:30までの放送を経て、2005年10月3日から現在に至る。
2006年4月10日より、『板東英二の欲バリ王国(ランド)』の後継番組である『板東英二の欲バリ市場(バザール)』が金曜も含めた『きょう発プラス!』ローカル枠のテレビショッピングコーナーとなるため、当番組は同年4月7日で終了した。

## 出演
- 青木和雄
- 有村茉佐子
- 桜井一枝(中盤から参加し、有村と交互に出演している。)